# Лайтхаус Вена
«Lighthouse Вена» (нем. Katholische Kapelle Lighthouse Wien, Hotel Urania) — католический проект места жительства для бездомных людей и наркозависимых, осуществляемый в столице Австрии. В данный момент Lighthouse обеспечивает 62 клиентов в 5 общинах. Главная цель необычного проекта — это распространение чувства безопасности и надёжности для людей, которые болеют СПИДом, гепатитом, психическими заболеваниями, так как для людей, которые не справляются с большим числом разных нагрузок, Lighthouse является единственным проектом, выполняющим «акцептированную» работу с наркотиками и также единственным проектом места жительства в Австрии для людей, болеющих СПИДом.

## Зарождение организации
Lighthouse Вена основана в марте 2000 года в Вене по идее Бернхарта Дуртса и реализована Фридерикой Бакой, Кристианом Михелидесом и Хербертом Раушом. Особую поддержку проекту оказали Уте Бок и Бургл Хелбих Пошахер.

## Кооперации
Lighthouse Вена кооперирует с разными организациями, в том числе:
- амбулаторией;
- Больницей Отто Вагнера — отделом Анненхайм;
- общей больницей Вена — отделом 4-юг (4-Süd);
- СПИД-Мобил;
- Ганзлвирт (Ganslwirt)- консультацией по вопросам зависимости от наркотических веществ.

## Услуги
Успех проекта Lighthouse Вена зависит как от клиентов, так и от сотрудников проекта. Клиенты, включённые в проект, не только самостоятельно ответственны за оплату своих обязательств, но и вручают сотрудникам проекта оставшиеся деньги. Эти деньги выдаются клиентам 3 раза в неделю в «маленьком» количестве.
В проекте оказывают следующие виды помощи:
- в управлении финансами;
- в поиске работы и организации свободного времени.

## Принципы

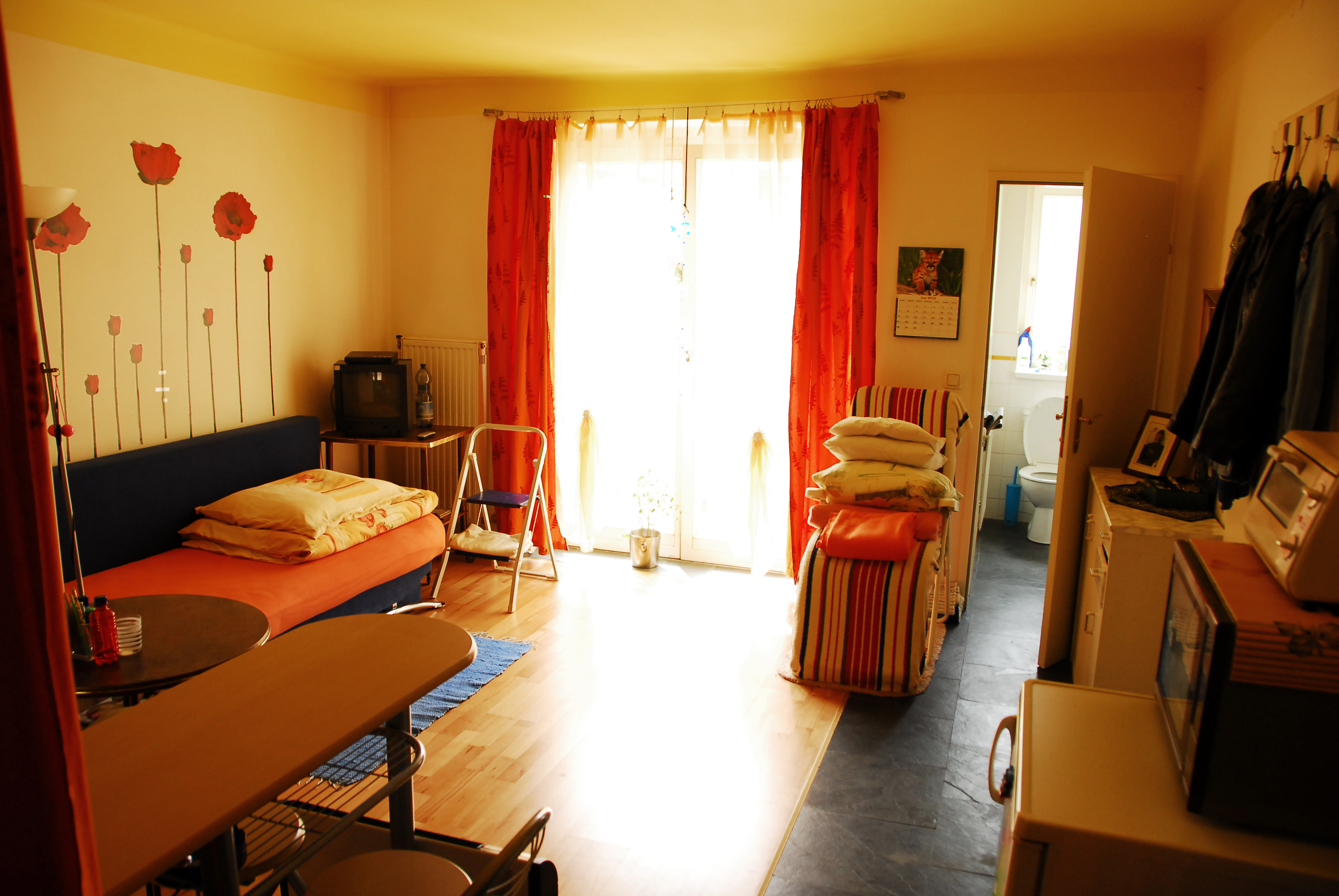

Индивидуальное сопровождение происходит по 12 принципам стабилизации:
1. ежедневное психосоциальное сопровождение;
2. информация содержания гигиены;
3. помощь и указание в управлении финансами;
4. снабжение документами, совместная регуляция разных дел (государственных, юридических, и.т.д.) в том числе и обработка писем;
5. менеджмент денег и открытие банковского счёта
6. запросы пенсии и организация платы за уход;
7. обеспечение мобильности;
8. сопровождение в суды;
9. урегулирование семейных дел и выплата алиментов;
10. уход за домашними животными;
11. медицинская помощь и наблюдение врача;
12. психотерапия.

В коллективе проекта работают 5 добровольных и 5 штатных сотрудников, а также практиканты и государственные служащие.

## Награды
Финалист World Habitat Award 2006